# Nyiama
 (décembre 2014).
Nyiama dans la cosmogonie dogon désigne  l’énergie vitale qui existe en chacun de nous, en la plante, en l’animal. Rapporté à l'homme, le nyama est une force vitale qui se transmet de père en fils ou de génération en génération. 
Force et essence, pouvoir physique et spirituel, le nyiama est divisible et transmissible. Il est susceptible de variations quantitatives et qualitatives et sensible à toute impureté dont il s'imprègne et communique immédiatement à son support.